# Rob Reiner
Rob Reiner, właśc. Robert Norman Reiner (ur. 6 marca 1947 w Bronksie) – amerykański aktor, reżyser i producent filmowy. Laureat nagrody honorowej People’s Choice Award (1997).
12 października 1999 otrzymał własną gwiazdę w Alei Gwiazd w Los Angeles znajdującą się przy 6413 Hollywood Boulevard.

## Życiorys
Urodził się w nowojorskim Bronksie w rodzinie żydowskiej jako syn Estelle (z domu Lebost; 1914–2008), aktorki, i Carla Reinera (1922–2020), znanego komika, aktora, pisarza, producenta i reżysera. Jako dziecko mieszkał przy 48 Bonnie Meadow Road w New Rochelle w Nowym Jorku. Ma młodszą siostrę Sylvię Anne (ur. 11 maja 1949) i młodszego brata Lucasa Josepha (ur. 17 sierpnia 1960). Studiował w szkole filmowej na UCLA.
Po ekranowym debiucie w roli aktorskiej jako Leroy Burkey w serialu kryminalnym Obława (Manhunt, 1961) z Victorem Jory, zwrócił na siebie uwagę w roli Mike’a Casimira „Meatheada” Stivica w sitcomie CBS All in the Family (1971–1978), za którą otrzymał dwie nagrody Emmy (1974, 1978) i pięć nominacji do Złotego Globu dla najlepszego aktora drugoplanowego w serialu, miniserialu lub filmie telewizyjnym. Po raz pierwszy trafił na kinowy ekran w komedii romantycznej swojego ojca Enter Laughing (1967) z José Ferrerem.
Reiner zadebiutował jako reżyser filmem mockumentalnym Oto Spinal Tap (1984) o karierze członków fikcyjnego angielskiego zespołu heavymetalowego Spinal Tap. Następnie zdobył uznanie reżyserując komedię romantyczną Pewna sprawa (1985) z Johnem Cusackiem, dramat o dorastaniu Stań przy mnie (1986), przygodowy film fantasy Narzeczona dla księcia (1987), komedię romantyczną Kiedy Harry poznał Sally (1989), za którą był nominowany do Złotego Globu dla najlepszego reżyser i David di Donatello, dreszczowiec psychologiczny Misery (1990), wojskowy dramat sądowy Ludzie honoru (1992), nominowany do Oscara za najlepszy film, oraz komediodramat romantyczny Prezydent: Miłość w Białym Domu (1995).

## Filmografia

### Filmy
| Rok  | Tytuł                                             | Reżyser | Producent | Scenarzysta |
| ---- | ------------------------------------------------- | ------- | --------- | ----------- |
| 1984 | Oto Spinal Tap                                    | T       |           | T           |
| 1985 | Pewna sprawa                                      | T       |           |             |
| 1986 | Stań przy mnie                                    | T       |           |             |
| 1987 | Narzeczona dla księcia (The Princess Bride)       | T       | T         |             |
| 1989 | Kiedy Harry poznał Sally                          | T       | T         |             |
| 1990 | Misery                                            | T       | T         |             |
| 1992 | Ludzie honoru                                     | T       | T         |             |
| 1994 | Małolat                                           | T       | T         |             |
| 1996 | Prezydent: Miłość w Białym Domu                   | T       | T         |             |
| 1996 | Duchy Missisipi                                   | T       | T         |             |
| 1999 | Tylko miłość                                      | T       | T         |             |
| 2003 | Alex i Emma                                       | T       | T         |             |
| 2005 | Z ust do ust                                      | T       |           |             |
| 2007 | Choć goni nas czas                                | T       | T         |             |
| 2010 | Dziewczyna i chłopak – wszystko na opak (Flipped) | T       | T         | T           |
| 2012 | Magiczne lato (The Magic of Belle Isle)           | T       | T         |             |
| 2014 | Razem czy osobno? (And So It Goes)                | T       | T         |             |
| 2015 | Being Charlie                                     | T       | T         |             |
| 2016 | LBJ                                               | T       | T         |             |
| 2017 | Fałszywe powody (Shock and Awe)                   | T       | T         |             |

#### Aktor
- 1984: Oto Spinal Tap jako filmowiec Martin „Marty” Di Bergi
- 1987: Wyrzuć mamę z pociągu jako Joel
- 1990: Pocztówki znad krawędzi jako Joe Pierce
- 1990: Misery jako pilot helikoptera
- 1993: Bezsenność w Seattle jako Jay Mathews
- 1994: Strzały na Broadwayu jako Sheldon Flender
- 1994: Wariackie święta jako dr Klinsky
- 1995: Bye Bye, Love jako dr David Townsend
- 1996: Zmowa pierwszych żon jako dr Morris Packman
- 1998: Barwy kampanii jako Izzy Rosenblatt
- 1999: Ed TV jako pan Whitaker
- 1999: Muza jako Rob Reiner
- 1999: Tylko miłość jako Stan Krogan
- 2001: Majestic jako kierownik studia (głos)
- 2003: Alex i Emma jako Wirschafter
- 2003: Dickie Roberts: Kiedyś gwiazda jako Rob Reiner
- 2006: I ty możesz zostać bohaterem jako Screwie (głos)
- 2013: Wilk z Wall Street jako Max Belfort
- 2017: Sandy Wexler jako Marty Markowitz

### Produkcje telewizyjne
| Rok       | Tytuł                  | Reżyser | Scenarzysta | Uwagi               |
| --------- | ---------------------- | ------- | ----------- | ------------------- |
| 1971–1972 | All in the Family      |         | T           | 4 odcinki           |
| 1974      | Happy Days             |         | T           | odc.: „All the Way” |
| 1982      | Likely Stories: Vol. 1 | T       | T           | film telewizyjny    |

#### Aktor
- 1967: Batman jako roznosiciel
- 1969: The Beverly Hillbillies jako Mitch
- 1971–1978: All in the Family jako Michael „Meathead” Stivic
- 1975: Saturday Night Live jako gospodarz
- 2006: Simpsonowie w roli samego siebie (głos)
- 2009: Czarodzieje z Waverly Place w roli samego siebie
- 2009: Hannah Montana w roli samego siebie
- 2010: Rockefeller Plaza 30 jako przedstawiciel Rob Reiner
- 2012–2018: Jess i chłopaki jako Bob Day
- 2015: Happyish w roli samego siebie
- 2015: The Comedians w roli samego siebie
- 2018: Sprawa idealna jako sędzia Josh Brickner